# Línea 1B (Temuco)
La línea 1B (llamada línea 1 variante hasta noviembre de 2015) es un recorrido de ómnibus de la ciudad de Temuco, Chile, que une la localidad de Cajón con la villa Galicia. Como todas las máquinas de la línea 1, sus micros están pintadas de color blanco en el fondo y tres rayas, una negra, una roja y una amarilla. Recorre 39,9 kilómetros en un tiempo estimado de 100 minutos. Pertenece a la Sociedad de Transportes Avenida Alemania-Pueblo Nuevo S.A.

## Recorrido

### Ida
Gabriela Mistral - Urrutia - Michimalongo - Galvarino - O'Higgins - Lautaro - Gabriela Mistral - Libertad - Ruta S-31 - Ruta S-215 (camino viejo a Cajón) - Barros Arana - Manuel Rodríguez - Vicuña Mackenna - Manuel Montt - Alemania - Gabriela Mistral - Javiera Carrera - Las Encinas - Mantua - Las Tranqueras - Los Pioneros - Manuel Recabarren (hasta Javiera Carrera)

### Vuelta
Javiera Carrera (desde Manuel Recabarren) - Gabriela Mistral - Alemania - Manuel Montt - Ramón Freire - Claro Solar - Caupolicán - Diego Portales - Barros Arana - Ruta S-215 (camino viejo a Cajón) - Ruta S-31 - Libertad - Gabriela Mistral - Los Castaños - Los Coihues - Los Alerces - Lautaro - O'Higgins - Urrutia - Gabriela Mistral

## Barrios servidos
Cajón - Villa Santa Carolina - Barrio Vista Volcán - Villa Valle de Asturias - Villa Parque Costanera 2 - Villa Parque Alcántara - Parques de Don Rosauro - Población Porvenir - Población La Ribera - Población Casa de Máquinas - Condominio Plaza Club - Condominio Nueva Estación - Sector Feria Pinto - Sector Centro - Barrio Coilaco - Remodelación Caupolicán - Sector Alemán - Sector Torremolinos - Recreo - Campos Deportivos - Población Llaima - Macrosector Javiera Carrera - Villa San Martín - Barrio Los Trigales - Villa Suiza - Los Lagos - Villa Rochdale - Villa Bayona - Villa Camino del Alba - Villa Trianón - Los Parques de San Sebastián - Villa Barcelona - Parque del Estadio - Villa Juan Pablo II - Condominio Nuevo Horizonte - Sector Ganaderos - Villa Ganaderos - Villa Recabarren - Villa Maipo - Villa Italia - Villa Galicia III - Villa Galicia II - Villa Galicia I - Villa San Patricio - Barrio Vista Verde - Villa Altamira I